# Crurotarsi
Crurotarsi är en orankad grupp av Archosauromorpha. Bland medlemmar av denna grupp finns bland annat krokodildjur, plus flera utdöda former.

## Systematik
- Phytosauria †
- Ornithosuchidae †
- Prestosuchidae †
- Rauisuchia †
- Aetosauria †
- Crocodylomorpha
  - Krokodildjur (Crocodylia)